# Zsámbok, Pesta
Zsámbok  este un sat în districtul Gödöllő, județul Pesta, Ungaria, având o populație de 2.435 de locuitori (2011). 

## Demografie
Componența etnică a satului Zsámbok
     Maghiari (92,09%)
     Romi (5,97%)
     Necunoscut (0,71%)
     Alții (1,22%)
Componența confesională a satului Zsámbok
     Romano-catolici (64,31%)
     Fără religie (7,15%)
     Reformați (6,61%)
     Necunoscută (20,16%)
     Alte religii (4,64%)
Conform recensământului din 2011, satul Zsámbok avea 2.435 de locuitori. Din punct de vedere etnic, majoritatea locuitorilor (92,09%) erau maghiari, cu o minoritate de romi (5,97%). Apartenența etnică nu este cunoscută în cazul a 0,71% din locuitori.  Din punct de vedere confesional, majoritatea locuitorilor (64,31%) erau romano-catolici, existând și minorități de persoane fără religie (7,15%) și reformați (6,61%). Pentru 20,16% din locuitori nu este cunoscută apartenența confesională.